# Sacavém
Sacavém je portugalské město. Nachází se jen pár kilometrů severovýchodně od portugalského hlavního města Lisabonu. Rozloha města je 3,81 km², počet obyvatel podle údaje z roku 2001 je 17 659.